# Филипп (фрурарх Сард)
Филипп (др.-греч. Φίλιππος; IV век до н. э.) — фрурарх Сард на службе у Антигона I Одноглазого.
Диодор Сицилийский упоминал фрурарха Сард Филиппа при описании событий 302 года до н. э., когда в Малую Азию, которой правил Антигон, вторглись войска под командованием Лисимаха и Препелая. Когда войско Препелая приблизилось к Сардам, стратег Антигона Феникс предал своего покровителя. Город заняли войска Препелая, однако Филипп, который со своим гарнизоном занимал акрополь, сохранил верность Антигону и продолжал удерживать крепость. Диодор назвал Филиппа «другом» Антигона. Статус «друга» предполагал выполнение дипломатических и административных функций, среди которых были приём посетителей и участие в посольствах, а также исполнение других ответственных поручений царя.
Широкое распространение имени «Филипп» в македонском ономастиконе не даёт возможности достоверно отождествить Филиппа-фрурарха Сард с кем-либо из других описанных в античных источниках тёзок. По одной версии, он идентичен Филиппу-советнику Деметрия Полиоркета, которого Антигон приставил к сыну перед битвой при Газе 312 года до н. э.; по другой — военачальнику Александра Македонского Филиппу, сыну Балакра.